# Riad Sattouf
Riad Sattouf (arabiska: رياض سطوف), född 5 maj 1978, är en fransk serieskapare och filmregissör. Sattouf är mest känd för sin prisbelönta seriememoar i sex delar, L'Arabe du futur (Framtidens arab) och för sin prisbelönta film Les Beaux Gosses (The French Kissers). Han arbetade också för den satiriska franska tidningen Charlie Hebdo från 2004 till mitten av 2014.

## Biografi
Riad Sattouf föddes i Paris, men tillbringade sin barndom i Libyen och Syrien, och återvände sedan till Frankrike och bodde i Bretagne under tonåren. Hans mamma kommer från Frankrike och hans pappa från Syrien. Det var serietecknaren Olivier Vatine som la märke till hans talang och presenterade honom för Guy Delcourt, ägaren till Delcourt, ett förlag som specialiserat sig på tecknade serier. Delcourt publicerade den första boken Sattouf illustrerat, Petit Verglas, skriven av Éric Corbeyran.
Sattoufs karriär som filmskapare började med att han regisserade filmen Les Beaux Gosses (känd i Sverige under sin engelska titel The French Kissers). Den kom den 10 juni 2009 och åtnjöt stor framgång i Frankrike med 1 miljon tittare på bara 2 månader. I filmen skildrar Sattouf kärlekslivet och stegen in i vuxenlivet under tonåren. Filmen nominerades till tre César Awards 2010: Bästa debutfilm, Bästa nya manliga skådespelare (för Vincent Lacoste i rollen som Hervé) och Bästa kvinnliga biroll (för Noémie Lvovsky i rollen som Hervés mamma). Den vann guld för bästa filmdebut, bästa manliga framträdande för Vincent Lacoste och Anthony Sonigo, bästa franska regi och produktion för Sattouf själv och Jacques Prévert-priset för bästa scenarie och bästa bearbetning med sin medförfattare Marc Syrigas.
Under 2014–2022 kom de sex delarna av L'Arabe du futur (Framtidens arab) ut på franska. Serien handlar om Sattoufs uppväxt och hans familj. Det framkommer bland annat att hans far är mycket antisemitisk, arbetar i Saudiarabien, stödjer dödsstraffet, pan-arabismen och Hafez Al Assads auktoritära Baath-rörelsen. Från den 24 november 2018 till den 11 mars 2019 stod Centre Pompidou i Paris värd för en stor retrospektiv av Sattoufs verk, med titeln L'écriture dessinée (som betyder Illustrerat skrivande). En medföljande utställningskatalog med samma titel publicerades av Allary Éditions.
Framtidens arab är de enda verk av Sattouf som utkommit på svenska, men han har utkommit med en rad fler serieböcker på franska, många om livet som tonåring. 